# Campeonato Europeu Sub-20 de Atletismo de 2019
O Campeonato Europeu Sub-20 de Atletismo de 2019 foi a 25ª edição do torneio organizada pela Associação Europeia de Atletismo para atletas com menos de vinte anos, classificados como Sub-20. O evento foi realizado no Estádio Ryavallen, em Borås, na Suécia, entre 18 e 21 de julho de 2019. Foram disputados 44 provas no campeonato, no qual participaram 1.114 atletas de 44 nacionalidades. 

## Medalhistas
Esses foram os resultados do campeonato. 

### Masculino
| Evento                      | Ouro                                                                               | Ouro               | Prata                                                                                   | Prata         | Bronze                                                                                   | Bronze   |
| --------------------------- | ---------------------------------------------------------------------------------- | ------------------ | --------------------------------------------------------------------------------------- | ------------- | ---------------------------------------------------------------------------------------- | -------- |
| 100 metros                  | Lorenzo Paissan · Itália                                                           | 10.44              | Antoni Plichta · Polónia                                                                | 10.52         | Chad Miller · Grã-Bretanha                                                               | 10.53    |
| 200 metros                  | Onyema Adigida · Países Baixos                                                     | 21.08              | Elias Goer · Alemanha                                                                   | 21.16         | Mattia Donola · Itália                                                                   | 21.18    |
| 400 metros                  | Edoardo Scotti · Itália                                                            | 45.85 EU20L        | Bernat Erta · Espanha                                                                   | 46.24         | Ricky Petrucciani · Suíça                                                                | 46.34    |
| 800 metros                  | Oliver Dustin · Grã-Bretanha                                                       | 1:50.56            | Ben Pattison · Grã-Bretanha                                                             | 1:50.68       | Finley McLear · Grã-Bretanha                                                             | 1:51.19  |
| 1 500 metros                | Nuno Pereira · Portugal                                                            | 3:55.85            | Robin van Riel · Países Baixos                                                          | 3:56.03       | Joshua Lay · Grã-Bretanha                                                                | 3:56.20  |
| 3 000 metros                | Elias Schreml · Alemanha                                                           | 8:16.07            | Miloš Malešević · Sérvia                                                                | 8:16.68       | Ömer Amaçtan · Turquia                                                                   | 8:17.51  |
| 5 000 metros                | Aaron Las Heras · Espanha                                                          | 14:02.76           | Ayetullah Aslanhan · Turquia                                                            | 14:05.01      | Darragh McElhinney · Irlanda                                                             | 14:06.05 |
| 10 km marcha atlética       | Mikita Kaliada · Bielorrússia                                                      | 41:10.03 EU20L     | Riccardo Orsoni · Itália                                                                | 41:51.71      | Łukasz Niedziałek · Polónia                                                              | 42:20.66 |
| 110 metros barreiras        | Joshua Zeller · Grã-Bretanha                                                       | 13.39              | Mark Heiden · Países Baixos                                                             | 13.58         | Paul Chabauty · França                                                                   | 13.64    |
| 400 metros barreiras        | Carl Bengtström · Suécia                                                           | 50.32              | Seamus Derbyshire · Grã-Bretanha                                                        | 50.86         | Matej Baluch · Eslováquia                                                                | 51.26    |
| 3.000 metros com obstáculos | Murat Yalçınkaya · Turquia                                                         | 8:58.20            | Omar Nuur · Suécia                                                                      | 8:58.79       | Etson Barros · Portugal                                                                  | 9:01.85  |
| 4×100 metros estafetas      | Alemanha · Fabian Olbert · Simon Wulff · Elias Goer · Lucas Ansah-Peprah           | 39.79              | Itália · Mattia Donola · Lorenzo Paissan · Lorenzo Ianes · Lorenzo Patta                | 39.89         | Países Baixos · Keitharo Oosterwolde · Mark Heiden · Gino van Wijk · Brett Duff          | 40.28    |
| 4×400 metros estafetas      | Turquia · Oğuzhan Kaya · Kubilay Ençu · Berke Akçam · İlyas Çanakcı · Emirhan Koş* | 3:08.34 EU20L      | Chéquia · Ladislav Topfer · Filip Ličman · Daniel Lehár · Matej Krsek · Jakub Majercák* | 3:08.50 NU20R | Espanha · Eliezer Zolawo · Javier Sánchez · Vicente Antúnez · Bernat Erta · Gerson Pozo* | 3:08.66  |
| Salto em altura             | Thomas Carmoy · Bélgica                                                            | 2.22               | Oleh Doroshchuk · Ucrânia                                                               | 2.14          | Arttu Mattila · Finlândia                                                                | 2.12     |
| Salto com vara              | Pål Haugen Lillefosse · Noruega                                                    | 5.41               | Illya Kravchenko · Ucrânia                                                              | 5.31          | Robin Emig · França                                                                      | 5.31     |
| Salto em comprimento        | Jules Pommery · França                                                             | 7.83               | Jarod Biya · Suíça                                                                      | 7.78 NU20R    | Andreas Samuel Bucșă · Roménia                                                           | 7.53     |
| Salto triplo                | Artem Konovalenko · Ucrânia                                                        | 16.50 EU20L        | Mark Mazheika · Bielorrússia                                                            | 16.22         | Andreas Pantazis · Grécia                                                                | 16.08    |
| Arremesso de peso           | Aleh Tamashevich · Bielorrússia                                                    | 21.32              | Wojciech Marok · Polónia                                                                | 20.07         | Alperen Karahan · Turquia                                                                | 19.76    |
| Lançamento de disco         | Yasiel Brayan Sotero · Espanha                                                     | 62.93              | Michal Forejt · Chéquia                                                                 | 62.17         | Jakub Forejt · Chéquia                                                                   | 61.64    |
| Lançamento do martelo       | Myhaylo Kokhan · Ucrânia                                                           | 84.73 EU20R, WU20L | Hristos Frantzeskakis · Grécia                                                          | 84.22 NU20R   | Giorgio Olivieri · Itália                                                                | 78.75    |
| Lançamento do dardo         | Simon Wieland · Suíça                                                              | 79.44 NU23R        | Krišjānis Suntažs · Letônia                                                             | 79.23 ]       | Dimítrios Tsitsos · Grécia                                                               | 77.79    |
| Decatlo                     | Simon Ehammer · Suíça                                                              | 7851 NU20R         | Léon Mak · Países Baixos                                                                | 7700          | Markus Rooth · Noruega                                                                   | 7692     |

* Indica que o atleta só competiu nas baterias e recebeu medalhas.

### Feminino
| Evento                      | Ouro | Ouro           | Prata                                                                                       | Prata          | Bronze                                                                                                 | Bronze      |
| --------------------------- | --- | -------------- | ------------------------------------------------------------------------------------------- | -------------- | --- | ----------- |
| 100 metros                  | Vittoria Fontana · Itália | 11.40 NU20R    | N'ketia Seedo · Países Baixos                                                               | 11.40          | Jaël Bestué · Espanha                                                                                  | 11.59       |
| 200 metros                  | Amy Hunt · Grã-Bretanha | 22.94          | Gemima Joseph · França                                                                      | 23.60          | Lucie Ferauge · Bélgica                                                                                | 23.63       |
| 400 metros                  | Polina Miller Atletas Neutros Autorizados                                                                                                | 51.72 EU23L    | Amber Anning · Grã-Bretanha                                                                 | 52.18          | Barbora Malíková · Chéquia                                                                             | 52.37 NU20R |
| 800 metros                  | Isabelle Boffey · Grã-Bretanha | 2:02.92 EU20L  | Delia Sclabas · Suíça                                                                       | 2:03.36        | Keely Hodgkinson · Grã-Bretanha                                                                        | 2:03.40     |
| 1 500 metros                | Delia Sclabas · Suíça | 4:25.95        | Sarah Healy · Irlanda                                                                       | 4:27.14        | Tugba Toptaş · Turquia                                                                                 | 4:28.13     |
| 3 000 metros                | Zofia Dudek · Polónia | 9:30.06        | Mariana Machado · Portugal                                                                  | 9:30.66        | Elisa Ducoli · Itália                                                                                  | 9:32.42     |
| 5 000 metros                | Klara Lukan · Eslovênia | 16:03.62 EU20L | Nadia Battocletti · Itália                                                                  | 16:09.39       | Laura Valgreen Petersen · Dinamarca                                                                    | 16:10.44    |
| 10 km marcha atlética       | Meryem Bekmez · Turquia | 44:44.50       | Evin Demir · Turquia                                                                        | 46:38.68       | Mariona García · Espanha                                                                               | 46:50.50    |
| 100 metros barreiras        | Tilde Johansson · Suécia | 13.16 EU20L    | Pia Skrzyszowska · Polónia                                                                  | 13.35          | Lucy-Jane Matthews · Grã-Bretanha                                                                      | 13.38 NU18R |
| 400 metros barreiras        | Femke Bol · Países Baixos | 56.25          | Sára Mátó · Hungria                                                                         | 56.89 NU23R    | Sara Gallego · Espanha                                                                                 | 57.44       |
| 3.000 metros com obstáculos | Paula Schneiders · Alemanha | 10:08.66       | Claire Palou · França                                                                       | 10:12.31 NU20R | Josina Papenfuß · Alemanha                                                                             | 10:12.42    |
| 4×100 metros estafetas      | Grã-Bretanha · Cassie-Ann Pemberton · Amy Hunt · Georgina Adam · Immanuela Aliu                                                          | 44.11          | Países Baixos · Minke Bisschops · Zoë Sedney · Demi van den Wildenberg · N'ketia Seedo      | 44.21          | Alemanha · Kathleen Reinhardt · Denise Uphoff · Chiara Schimpf · Talea Prepens · Svenja Pfetsch*       | 44.34       |
| 4×400 metros estafetas      | Grã-Bretanha · Natasha Harrison · Isabelle Boffey · Louise Evans · Amber Anning · Maisey Snaith* · Nayanna Dubarry-Gay* · Hannah Foster* | 3:33.03 WU23L  | Bielorrússia · Katsiaryna Zhyvayeva · Asteria Limai · Valiantsina Chymbar · Alina Luchshava | 3:37.06 NU20R  | Polónia · Aleksandra Formella · Sara Neumann · Aleksandra Wsołek · Susane Lächele · Paulina Zielińska* | 3:37.13     |
| Salto em altura             | Yaroslava Mahuchikh · Ucrânia | 1.92           | Adelina Khalikova Atletas Neutros Autorizados                                               | 1.90 = WU18L   | Natalya Spiridonova Atletas Neutros Autorizados                                                        | 1.87        |
| Salto com vara              | Aksana Gataullina Atletas Neutros Autorizados                                                                                            | 4.36 EU20L     | Marie-Julie Bonnin · França                                                                 | 4.16           | Elien Vekemans · Bélgica                                                                               | 4.16        |
| Salto em comprimento        | Larissa Iapichino · Itália | 6.58           | Tilde Johansson · Suécia                                                                    | 6.52           | Holly Mills · Grã-Bretanha                                                                             | 6.50        |
| Salto triplo                | Spiridoula Karidi · Grécia | 14.00 NU20R    | Aleksandra Nacheva · Bulgária                                                               | 13.81          | Rūta Lasmane · Letônia                                                                                 | 13.48       |
| Arremesso de peso           | Jorinde van Klinken · Países Baixos | 17.39          | Pınar Akyol · Turquia                                                                       | 16.19 WU18L    | Erna Sóley Gunnarsdóttir · Islândia                                                                    | 15.65       |
| Lançamento de disco         | Alida van Daalen · Países Baixos | 55.92 NU18R    | Özlem Becerek · Turquia                                                                     | 54.17          | Amanda Ngandu-Ntumba · França                                                                          | 53.22       |
| Lançamento do martelo       | Valeriya Ivanenko · Ucrânia | 65.83          | Samantha Borutta · Alemanha                                                                 | 63.53          | Zsanett Németh · Hungria                                                                               | 61.99       |
| Lançamento do dardo         | Carolina Visca · Itália | 56.48          | Julia Ulbricht · Alemanha                                                                   | 54.98          | Gedly Tugi · Estónia                                                                                   | 54.52       |
| Heptatlo                    | María Vicente · Espanha | 6115 , WU20L   | Kate O'Connor · Irlanda                                                                     | 6093           | Annik Kälin · Suíça                                                                                    | 6069        |

* Indica que o atleta só competiu nas baterias e recebeu medalhas.

## Quadro de medalhas
| Ordem | País                        | Medalha de ouro | Medalha de prata | Medalha de bronze | Total |
| ----- | --------------------------- | --------------- | ---------------- | ----------------- | ----- |
| 1     | Grã-Bretanha                | 6               | 3                | 6                 | 15    |
| 2     | Itália                      | 5               | 3                | 3                 | 11    |
| 3     | Países Baixos               | 4               | 5                | 1                 | 10    |
| 4     | Ucrânia                     | 4               | 2                | 0                 | 6     |
| 5     | Turquia                     | 3               | 4                | 3                 | 10    |
| 6     | Alemanha                    | 3               | 3                | 2                 | 8     |
| 7     | Suíça                       | 3               | 2                | 2                 | 7     |
| 8     | Espanha                     | 3               | 1                | 4                 | 8     |
| 9     | Bielorrússia                | 2               | 2                | 0                 | 4     |
| 9     | Suécia                      | 2               | 2                | 0                 | 4     |
| -     | Atletas Neutros Autorizados | 2               | 1                | 1                 | 4     |
| 11    | França                      | 1               | 3                | 3                 | 7     |
| 12    | Polónia                     | 1               | 3                | 2                 | 6     |
| 13    | Grécia                      | 1               | 1                | 2                 | 4     |
| 14    | Portugal                    | 1               | 1                | 1                 | 3     |
| 15    | Bélgica                     | 1               | 0                | 2                 | 3     |
| 16    | Noruega                     | 1               | 0                | 1                 | 2     |
| 17    | Eslovênia                   | 1               | 0                | 0                 | 1     |
| 18    | Chéquia                     | 0               | 2                | 2                 | 4     |
| 19    | Irlanda                     | 0               | 2                | 1                 | 3     |
| 20    | Hungria                     | 0               | 1                | 1                 | 2     |
| 20    | Letônia                     | 0               | 1                | 1                 | 2     |
| 22    | Bulgária                    | 0               | 1                | 0                 | 1     |
| 22    | Sérvia                      | 0               | 1                | 0                 | 1     |
| 14    | Dinamarca                   | 0               | 0                | 1                 | 1     |
| 14    | Estónia                     | 0               | 0                | 1                 | 1     |
| 14    | Finlândia                   | 0               | 0                | 1                 | 1     |
| 14    | Islândia                    | 0               | 0                | 1                 | 1     |
| 14    | Roménia                     | 0               | 0                | 1                 | 1     |
| 14    | Eslováquia                  | 0               | 0                | 1                 | 1     |
| Total | Total                       | 44              | 44               | 44                | 132   |

## Participantes por nacionalidade
Um total de 1.114 atletas de 48 países participaram do campeonato.
- Arménia
- Áustria
- Atletas Neutros Autorizados
- Azerbaijão
- Bielorrússia
- Bélgica
- Bósnia e Herzegovina
- Bulgária
- Croácia
- Chipre
- Chéquia
- Dinamarca
- Estónia
- Finlândia
- França
- Geórgia
- Alemanha
- Gibraltar
- Grã-Bretanha
- Grécia
- Hungria
- Islândia
- Irlanda
- Israel
- Itália
- Kosovo
- Letónia
- Lituânia
- Luxemburgo
- Macedónia do Norte
- Malta
- Moldávia
- Mónaco
- Montenegro
- Países Baixos
- Noruega
- Polónia
- Portugal
- Roménia
- San Marino
- Sérvia
- Eslováquia
- Eslovénia
- Espanha
- Suécia
- Suíça
- Turquia
- Ucrânia

Legenda
| Recorde mundial       | Recorde mundial (World record)               |                       | Recorde africano                      | Recorde africano (African) |                                           | Q | Classificado por posição (Qualified) |
| Recorde do campeonato | Recorde do campeonato (Championship record)  | Recorde da América    | Recorde da América (Americas)         | q                          | Classificado por melhor tempo (Qualified) |   |                                      |
| Melhor marca do ano   | Melhor marca do ano (World leading)          | Recorde asiático      | Recorde asiático (Asian)              | DNS                        | Não largou (Did not start)                |   |                                      |
| Recorde nacional      | Recorde nacional (National record)           | Recorde europeu       | Recorde europeu (European)            | DNF                        | Não terminou (Did not finish)             |   |                                      |
| Recorde pessoal       | Recorde pessoal do atleta (Personal best)    | Recorde da Oceania    | Recorde da Oceania (Oceania)          | DSQ / DQ                   | Desclassificado (Disqualified)            |   |                                      |
| Recorde da temporada  | Recorde da temporada do atleta (Season best) | Recorde sul-americano | Recorde sul-americano (South America) | NM                         | Sem marca (No mark)                       |   |                                      |